# Sphecodes diremptus
Sphecodes diremptus är en biart som beskrevs av Cockerell 1932. Sphecodes diremptus ingår i släktet blodbin, och familjen vägbin. Inga underarter finns listade i Catalogue of Life.